# Mikko Kärnä
Mikko Kärnä é um político finlandês do Partido do Centro.

Nasceu em Espoo, em 8 de dezembro de 1980.
É deputado do Parlamento da Finlândia desde 2015.

Mikko Kärnä é um defensor ativo dos direitos do povo lapão – uma minoria étnica da Finlândia, e da promoção da política regional da região ártica, assim como da preservação da diversidade biológica.